# DBS Bank (Hong Kong)
DBS Bank (Hong Kong) Limited — один из крупнейших лицензированных банков Гонконга (входит в десятку наиболее крупных финансовых учреждений города по величине активов), полностью принадлежит сингапурскому DBS Bank (The Development Bank of Singapore). Штаб-квартира расположена в небоскрёбе The Center (Центральный район).
По состоянию на 2016 год активы DBS Bank (Hong Kong) составляли 44,6 млрд долларов США, совокупный доход — 138 млн долларов США. В Гонконге DBS Bank (Hong Kong) имеет 34 отделения, 4 тыс. сотрудников и специализируется на потребительском кредитовании, кредитовании малого и среднего бизнеса, корпоративном банкинге.

## История
Сингапурский DBS Bank в 1992 году приобрёл 10 % акций гонконгского Wing Lung Bank, но дальнейшая экспансия не получила продолжения. 
Полноценно DBS Bank начал свои операции в Гонконге в 1999 году, когда приобрёл у влиятельной семьи Лён (Leung) и японского Fuji Bank местный Kwong On Bank, основанный в 1935 году. В 2001 году DBS Bank приобрёл у малайзийской Guoco Group её гонконгские активы — крупный Dao Heng Bank и его дочерний Overseas Trust Bank. 
Dao Heng Bank был основан в Гонконге в 1921 году. В 1982 году Dao Heng Bank был куплен Guoco Group, в 1989 году он сам приобрёл у правительства небольшой Hang Lung Bank, а в 1993 году — Overseas Trust Bank (основан в 1955 году).  
В 2003 году ранее приобретённые DBS Kwong On Bank, Dao Heng Bank и Overseas Trust Bank были объединены в единый DBS Bank (Hong Kong).

## Дочерние структуры
- DBS Asia Capital Limited
- DBS Asset Management (Hong Kong) Limited
- DBS Vickers Securities (Hong Kong) Limited